# Старикова, Ольга Петровна
О́льга Петро́вна Ста́рикова (род. 4 июня 1953, Гаврилов-Ям, Ярославская область, РСФСР, СССР) — советская прыгунья на батуте, чемпионка мира, Заслуженный мастер спорта СССР (1977) по прыжкам на батуте.

## Биография
Закончила тольяттинскую школу № 23. Занималась прыжками на батуте у Виталия Гройсмана, официально числясь аппаратчицей завода синтетического каучука.
В киножурнале «Советский спорт» № 11 за 1973 год вышел видеофильм, посвящённый Ольге Стариковой
В 2009 году в Тольятти была открыта аллея спортивных звёзд, имя Ольги Стариковой стало первым на этой аллее.
В настоящее время работает администратором спортивного комплекса «Акробат», член общественной палаты Самарской области.

## Спортивные достижения
- Обладательница кубка СССР (1970, 1971, 1972, 1973, 1977, 1978, 1979[4])[5];
- Чемпионка СССР (1970, 1971, 1972, 1973, 1974, 1977[5], 1978[6]);
- Чемпионка Европы (1973, 1975, 1979)[5].
- Чемпионка мира 1976 года (в синхронных прыжках в паре со Светланой Левиной[3][7]).

В 1975 году Старикова впервые в мире выполнила на батуте двойное сальто с поворотом на 900 градусов.
Победительница международных соревнований по прыжкам на батуте памяти летчика-космонавта СССР Г. Т. Добровольского 1980 года.